# TRIP資料庫
Trip是免費的臨床网络搜索引擎，其主要功能是幫助臨床醫療人員（尤临床医师）找到最合適的實證資料來解答臨床上的問題，Trip是以循证医学為其基礎。

## 歷史
Trip網站在1997年建立，一開始是協助英國南威爾斯ATTRACT組織的成員回答格溫特郡一般科醫師提出的臨床問題。之後《Bandolier》讓社會注意到Trip資料庫，並且協助建立網站。Trip網站在2003至2006年一度變成需要訂閱才能使用的服務，後來在2006年9月取消此限制，使用量大幅增加。原來"Trip"是表示將研究變成實務（Turning Research Into Practice），不過此系統目前就簡稱Trip。

## 流程
Trip系統的核心是對新的證據的識別及整合。Trip裡的人和臨床問題諮詢系統（例如NLH Q&A Service)）密切有關。因此若找到一些資源是對問題諮詢有幫助的，就會加到Trip裡。此外，Trip也有用戶網絡，可以識別新的證據來源。

## 使用者
網站在2007年曾進行調查，每月的點閱量超過50萬次，其中69%是醫事人員，其他則是一般大眾。醫事人員中有43%是醫師。大部份的使用者是來自英國及美國。

## 近期更新
網站在2019年做了重大決定，因為網站使用的程式語言老舊，需要重新撰寫。新的網站前端在2021年7月提出，新的網站後端則是在2022年9月更新。

## 外部連結
- Trip（页面存档备份，存于）
- Using the Turning Research Into Practice (TRIP) database: how do clinicians really search? an evaluation of the website.
- Reviews: From Systematic to Narrative review of the site
- Evidence Based Pyramid a pictorial representation of TRIP's approach to the evidence